# استان مایناس
استان مایناس (به اسپانیایی: Provincia de Maynas) یک استان در پرو است که در منطقه لورتو واقع شده‌است. استان مایناس ۱۱۹٬۸۵۹٫۴ کیلومتر مربع مساحت و ۴۷۹٬۸۶۶ نفر جمعیت دارد و ۱۰۶ متر بالاتر از سطح دریا واقع شده‌است.